# Kenyas riksvapen
Kenyas riksvapen visar en vapensköld som hålls av två lejon. I sköldens mittfält syns en tupp med yxa, partiet KANU:s emblem. Postamentet är en avbildning av Mount Kenya, täckt av landets jordbruksprodukter: kaffe, te, kamomill och sisal. Valspråket på swahili på devisbandet säger: "Låt oss arbeta tillsammans", harambee.
Skölden har Kenyas nationalfärger, varav svart symboliserar Kenyas folk, grön jordbruk och naturtillgångar, röd landets kamp för frihet, den vita färgen symboliserar fred och enighet.
Sköldens röda mittfält med en tupp som håller en yxa symboliserar ett nytt och bättre liv.
Tillsammans symboliserar skölden och spjuten enighet och frihetskamp.